# Snowy Monaro Regional Council
Snowy Monaro Regional Council är en kommun (local government area) i delstaten New South Wales i Australien. Vid folkräkningen 2016 hade den 20 218 invånare.
Kommunen bildades den 12 maj 2016 genom en sammanslagning av självstyresområdena Bombala Shire,  Cooma-Monaro och Snowy River Shire. Snowy Monaro Regional Council har cirka 400 anställda, huvudkontoret ligger i Cooma och kontor finns även i Berridale, Bombala och Jindabyne.
Det styrande rådet (council) väljs genom ett proportionellt valsystem och hela kommunen utgör en valkrets. Det väljs elva rådsmedlemmar för Snowy Monaro jämfört med 23 i de tidigare områdena där nio rådsmedlemmar valdes i Cooma-Monaro, sju i Bombala och sex plus en borgmästare valdes i Snowy River.